# 稻城亞丁機場

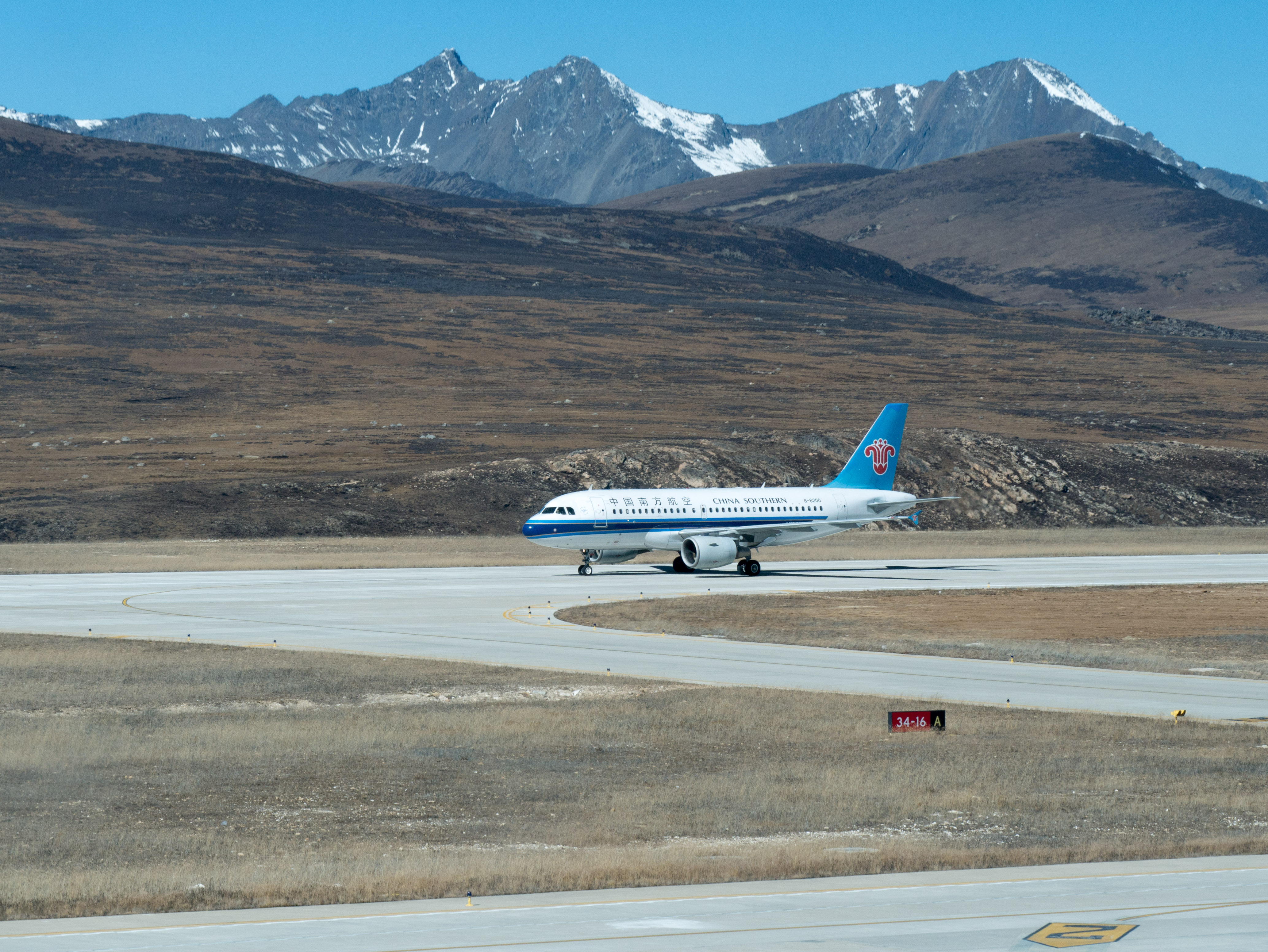
一架中国南方航空客机在稻城亚丁机场

稻城亞丁機場（羅馬化：'Dab pa nyi brteng nam gru thang）是中國四川省甘孜藏族自治州一座军民合用支线機場，位于稻城县北部桑堆乡海子山，距县城直线距离约35km，公路距离约50公里。
稻城亚丁机场是世界上海拔最高的民用机场。预计2020年旅客吞吐量达到28万人次，货物吞吐量1,400吨。

## 建设历史
- 2011年4月7日，獲國務院批准立項[3]。
- 2012年3月9日，國家發改委批准了項目，總投资15億元人民幣。
- 2012年6月6日，正式开工建设[4]。
- 2012年8月29日，竣工。
- 2012年11月23日，试航成功，创下了支线机场建设历史上最短时间校飞、最短时间试飞和最短时间建设的三个“最短”纪录。
- 2013年9月16日，建成通航。

## 机场信息
机场位于海拔4,411（14,472英尺）的青藏高原上，是世界上海拔最高的民用机场。因海拔极高，空氣稀薄、阻力減小，飛機的起飛和下降性能受到很大影響，需要比低海拔機場更長的起飛和降落距離，因此机场跑道长达4,200（13,780英尺），宽45米。
亞丁機場飞行区等级4C，建有4个C类停机位。可以保障空中客车A319、波音737-700高原型客机，空中客车A320neo客机曾在稻城机场进行试飞以测试高原飞行性能。机场拥有一座面积8796㎡的航站楼，形状有如一架飛碟。航站楼设计一年接待旅客总量280,000人。
因地处高原，午后风大，一天内适航时间短，因此航班多安排在中午以前进行。2020年7月30日，中國商飛ARJ21飞机103架机在稻城亚丁机场（海拔4411米）完成最大起降高度扩展试验试飞，这标志着其运行范围可覆盖所有高原机场。

## 航空公司与航点
2020年夏秋航季
| 航空公司           | 目的地                                      |
| ------------------ | ------------------------------------------- |
| 四川航空（3U）     | 成都/雙流、重庆、西安、泸州、杭州（经重庆） |
| 中国南方航空（CZ） | 成都/雙流、广州（经成都/雙流）              |
| 中国国际航空（CA） | 成都/雙流                                   |